# قشة روندون
قشة روندون (الأسم العلمي: Mico rondoni)، المعروف أيضًا باسم قشة روندونيا،  وهو نوع صغير من القشة من عائلة بهيات الشعر الموجودة في جنوب غرب الأمازون في البرازيل. وهي مستوطنة في ولاية روندونيا ، وتحدها ميادين ريو ماموري وريو ماديرا وريو جي بارانا وسيرا دوس باكا نوفوس  وربما بوليفيا . تم وصفه فقط في عام 2010 ، ويشير اسمه إلى المستكشف الأمازيوني الشهير كانديدو روندون. قبل وصفه ، تم تضمينه في قرد القشة إميليا (Mico emiliae).
قرد القشة روندون هي عضو في مجموعة قرد القشة الفضي (Mico argentatus) ضمن جنس ميكو. مثل الآخرين في مجموعتها، رمادتها رمادية فضي بشكل عام. يوجد بها فراء داكنة على جزء كبير من رأسها وجبهتها وجوانب وجهها ، والذي يتناقض مع رقعة بيضاء في منتصف جبينه. الفراء على ساقيه بني محمر على الكاحلين تقريبا اللون الأسود. ذيله أسود في الغالب. ويبلغ متوسط الوزن حوالي 330 غرام (12 أونصة) . طول باستثناء متوسط الذيل حوالي 22 سنتيمتر (8.7 بوصة) ومع الذيل حوالي 31 سنتيمتر (12 بوصة) .
تعتبر الإفرازات جزءًا مهمًا من نظام قشيات روندون، ومثل حيوانات القشية الأخرى، فإن الجهاز الهضمي يتكيف خصيصًا لهذا الغرض. تشمل عمليات التكييف القواطع السفلية الشبيهة بالإزميل، والتي يمكن أن تحجب الأشجار المنتجة للصمغ لبدء عملية الإفرازات، أعور هذه القرود يساعد في هضم هذه الإفرازات.
على الرغم من قدرتها على تحمل اضطرابات الموائل، إلا أن قرود القشة روندون قد تكون أكثر الأنواع المهددة في جنس ميكو. يعتبر الاتحاد الدولي لحفظ الطبيعة أنها عرضة للخطر،  وبالرغم من أنه قد اقترح أن نقص البيانات سيكون أكثر ملاءمة.
قشيات آخرى، طمارين ودل سرجيّ الظهر تظهر أيضا مع جزء كبير من مجموعة القشة روندون. ومع ذلك، فإن قرود روندون نادرة أو غائبة عن المناطق التي يكون فيها طمارين ودل سرجيّ الظهر شائعًا. من المعروف أن طمارين السرج الأسود يستحوذ على مواقع صمغ الأشجار لقشة روندون.